# Alparslan Türkeş
Alparslan Türkeş (geboren als Ali Arslan of Hüseyin Feyzullah) (Nicosia, Brits Cyprus, 25 november 1917 - Ankara, Turkije, 4 april 1997) was een Turks nationalistische politicus, die door zijn aanhangers "Başbuğ", ("de Leider") werd genoemd. Als militair en later als politicus, had hij veel invloed op de Turkse politiek.

## Biografie
Alparslan Türkeş werd geboren in de Cypriotische hoofdstad Nicosia. Zijn familie leefde oorspronkelijk in het dorp Köşkerli van het district Pınarbaşı in Kayseri, maar werd verbannen naar de Ottomaanse provincie Cyprus vanwege een ruzie over erfgrenzen. In zijn kinderjaren kreeg hij de naam Alparslan toegewezen van zijn leraar. In 1933 besluit de familie te emigreren naar de nieuw uitgeroepen republiek Turkije.

## Militaire loopbaan
Türkeş studeerde in Turkije aan de militaire academie. Hij studeerde onder andere in de Verenigde Staten en Duitsland. In 1955 wordt hij benoemd tot de Turkse afgevaardigde voor NAVO in het Pentagon.
Op 27 mei 1960 plegen hooggeplaatste Turkse officieren een staatsgreep in Turkije tegen de toen zittende minister-president Adnan Menderes, omdat de toenmalige regering volgens hen de seculiere waarden van de republiek in gevaar brengen. Türkeş was woordvoerder namens de coupplegers en werd ondersecretaris van de premier. Eind 1960 kregen de coupleiders onderling ruzie, waarna Türkeş voor twee jaar werd verbannen naar India om te dienen als adviseur voor de Turkse ambassadeur aldaar.
Pas in 1963 mocht Türkeş terugkeren naar Turkije. Kort na zijn terugkeer probeerde officier Talat Aydemir een staatsgreep te plegen, maar mislukte daarin. Türkeş werd gearresteerd op verdenking van deelname aan de mislukte couppoging en werd vier maanden vastgehouden in een militaire gevangenis. Uiteindelijk werd hij vrijgesproken en vrijgelaten.

## Politieke carrière
In latere jaren werd hij lid van de rechtse nationalistische Cumhuriyetçi Köylü Millet Partisi (CKMP), waarin hij de functie van voorzitter verwierf. In 1969 werd de CKMP omgedoopt tot de Partij van de Nationalistische Beweging of MHP (Milliyetçi Hareket Partisi). Vanaf 1969 was Türkeş de leider van deze partij tot aan zijn dood in 1997.
Na 1975 werd hij tweemaal vicepremier onder toenmalig minister-president Fahri Korutürk. Bij de militaire staatsgreep van 1980 werd hij net als alle andere politieke leiders gearresteerd. Hij werd veroordeeld tot 11 jaar en 10 maanden cel, maar werd na zo'n 4,5 jaar vrijgelaten.
Tijdens zijn carrière schreef en publiceerde Türkeş verschillende werken rond politieke thema's met een vaak nationalistische ideologie.

## Privé
Alparslan Türkeş trouwde in 1940. Uit dit huwelijk kreeg hij vijf kinderen. Twee jaar later huwde Türkeş opnieuw. Uit dit huwelijk kreeg hij twee kinderen.